# 미치 모어랜드
미치 오스틴 모어랜드 (Mitchell Austin Moreland , 1985년 9월 6일 ~ )는 아메리칸 리그 오클랜드 애슬레틱스의 선수이다. 2007년 17라운드 530픽으로 텍사스 레인저스에 입단했다. 2010년초 베이스볼 아메리카가 뽑은 텍사스 유망주 순위에서 8위로 선정되었다. 뛰어난 수비력과 파워가 강점이며, 2014년 5월 7일 콜로라도 로키스와의 경기에서 8회말에 투수로 등판해 94마일의 최고 구속을 기록할 만큼 어깨도 강하다.

## 생애 및 데뷔
미국 미시시피주 아모리에서 출생하였다, 미시시피 주립 대학교를 졸업했으며 2007년 드래프트 17라운드에서 텍사스 레인저스에 입단했다. 2010년 7월 29일 사타구니 부상으로 이안 킨슬러가 빠진 로스터 한 자리에 모어랜드가 올라오면서 첫 메이저 리그에 입성을 하였다. 2011년 11월 13일 15살에 처음 만난 연인 수잔나 히긴스와 2011 시즌 종료 후 결혼에 골인했고, 2012년 첫 아들인 크루를 낳았다. 취미는 사냥과 낚시다.

## 시즌

### 2010년
2010년 7월 29일 오클랜드 어슬레틱스와의 데뷔전에서 상대투수 빈 마자로로부터 데뷔 첫 안타를 뽑아내었고 4타수 2안타의 빼어난 활약을 거두면서 텍사스의 7-4 승리를 안겼다. 8월 4일 시애틀 매리너스전에서는 첫 득점과 타점을 기록했다.
2010시즌 텍사스 레인저스는 시즌 지구 우승과 함께 월드시리즈까지 진출하면서 데뷔해에 월드시리즈 무대까지 밟게 되는 영광을 누리기도 했다.
2010년 10월 30일 샌프란시스코 자이언츠와의 월드시리즈 3차전에서 2회말 조나단 산체스로부터 3점홈런을 뽑아내 4-2 승리를 이끌었다.
텍사스 레인저스는 3차전을 제외한 모든 경기에서 자이언츠에게 패배해 1승 4패로 월드시리즈 타이틀을 샌프란시스코 자이언츠에게 내주고 말았다.

### 2014년
2013시즌 후 텍사스 레인저스는 디트로이트 타이거즈와의 트레이드를 통해 1루수 자원인 프린스 필더를 영입해 공격력을 강화했다. 그로 인해 1루수로써의 입지가 좁아지게 되면서 2014시즌은 주로 DH로 출전한다.
2014년 2월 14일 레인저스와 265만 달러의 조건으로 1년 재계약에 합의했다.

## 주요 기록
2014년 5월 7일 투수로 1이닝 퍼펙트했다.

## 연도별 타격 성적
| 연 도     | 소 속     | 경 기 | 타 석 | 타 수 | 득 점 | 안 타 | 2 루 타 | 3 루 타 | 홈 런 | 루 타 | 타 점 | 도 루 | 도 루 자 | 희 생 번 | 희 생 플 | 볼 넷 | 고 4 | 사 구 | 삼 진 | 병 살 타 | 타 율 | 출 루 율 | 장 타 율 | O P S |
| --------- | --------- | ----- | ----- | ----- | ----- | ----- | ------- | ------- | ----- | ----- | ----- | ----- | -------- | -------- | -------- | ----- | ---- | ----- | ----- | -------- | ----- | -------- | -------- | ----- |
| 2010년    | TEX       | 47    | 173   | 145   | 20    | 37    | 4       | 0       | 9     | 68    | 25    | 3     | 1        | 0        | 2        | 25    | 5    | 1     | 36    | 3        | .255  | .364     | .469     | .833  |
| 2011년    | TEX       | 134   | 512   | 464   | 60    | 120   | 22      | 1       | 16    | 192   | 51    | 2     | 2        | 2        | 3        | 39    | 6    | 4     | 92    | 9        | .259  | .320     | .414     | .733  |
| 2012년    | TEX       | 114   | 357   | 327   | 41    | 90    | 18      | 0       | 15    | 153   | 50    | 1     | 1        | 2        | 4        | 23    | 5    | 1     | 71    | 8        | .275  | .321     | .468     | .789  |
| 2013년    | TEX       | 147   | 518   | 462   | 60    | 107   | 24      | 1       | 23    | 202   | 60    | 0     | 0        | 0        | 8        | 45    | 1    | 3     | 117   | 10       | .232  | .299     | .437     | .736  |
| 통산：4년 | 통산：4년 | 442   | 1560  | 1398  | 181   | 354   | 68      | 2       | 63    | 615   | 186   | 6     | 4        | 4        | 17       | 132   | 17   | 9     | 316   | 30       | .253  | .318     | .440     | .758  |

- 2013년 기준